# NGC 862
NGC 862 é uma galáxia elíptica (E) localizada na direcção da constelação de Phoenix. Possui uma declinação de -42° 02' 01" e uma ascensão recta de 2 horas, 13 minutos e 02,8 segundos.
A galáxia NGC 862 foi descoberta em 5 de Setembro de 1834 por John Herschel.